# Nagroda Prezydenta Miasta Gdańska dla Młodych Twórców w Dziedzinie Kultury
Nagroda Prezydenta Miasta Gdańska dla Młodych Twórców w Dziedzinie Kultury Powołana przez Pawła Adamowicza. Nagroda przyznawana przez Prezydenta Miasta Gdańska od 2000 roku młodym twórcom związanym z Gdańskiem, którzy w chwili przyznania nagrody nie przekroczyli 35 roku życia. od 2002 roku przyznawana także animatorom życia kulturalnego. Od 2009 roku przyznawana jest również Nagroda Publiczności wyłaniana w plebiscycie organizowanym przez Trójmiejską redakcję Gazety Wyborczej. Kandydatury do nagrody mogą zgłaszać szkoły artystyczne działające na terenie Gdańska, instytucje kultury, stowarzyszenia i związki twórcze, fundacje, indywidualni twórcy oraz media. Spośród zgłoszonych kandydatów, laureatów wybiera kapituła składająca się z przedstawicieli uczelni (Akademia Sztuk Pięknych w Gdańsku, Akademia Muzyczna w Gdańsku, Uniwersytet Gdański), przedstawiciele mediów (Dziennik Bałtycki, Gazeta Wyborcza Trójmiasto, portal trojmiasto.pl), przedstawiciele Biura Prezydenta do spraw Kultury oraz laureaci poprzednich edycji. Od drugiej edycji gala odbywa się w Gdańskim klubie Żak. Laureaci otrzymują nagrody finansowe oraz statuetkę autorstwa Tomasza Radziewicza, laureata nagrody z 2001 roku.
W 2017 roku ukazało się w druku wydawnictwo podsumowujące 18 lat istnienia nagrody.

## Laureaci

### 2023[3]
- Paulina Eryka Masa
- Katarzyna Warzecha
- Mikołaj Sikała
- Maciej Kułakowski

### 2019[4]
- Patryk Hardziej (sztuki wizualne)
- Martyna Jastrzębska (sztuki wizualne)
- Piotr Pawlak (muzyka)
- Julia Ciesielska (nagroda publiczności)

### 2018[5]
- Piotr Biedroń (teatr)
- Tomasz Chyła (muzyka, nagroda publiczności)
- Anna Wilczewska (dyrygentura)

### 2017[6]
- Kamil Kocurek (sztuki wizualne)
- Klaudiusz Grabowski (animacja kultury)
- Michał Jaros (teatr)

### 2016
- Wojciech Frycz (muzyka)
- Kamil Piotrowicz (muzyka)
- Krzysztof Komednarek-Tymandorf (muzyka, nagroda publiczności)

### 2015
- Julia Kurek (sztuki wizualne)
- Piotr Jędrzejczyk (dyrygentura)
- Maciej Moskwa (fotografia)
- Beniamin Baczewski (muzyka, nagroda publiczności)

### 2014
- Anna Miller (animacja kultury)
- Ewa Juszkiewicz (sztuki wizualne)
- Szymon Jabłoński, Marcin Kozioł (wokalistyka, nagroda publiczności)

### 2013
- Elżbieta Benkowska (film)
- Karolina Sikora (wokalistyka)
- Jacek Ryń (sztuki projektowe)

### 2012
- Sylwia Anna Janiak (dyrygentura)
- Filip Michalak (balet)
- Jakub Pieleszek (sztuki wizualne)
- Marcin Miłosz Grzegorczyk (nagroda publiczności)

### 2011
- Karol Schwarz (muzyka)
- Marcin Zawicki (sztuki wizualne)
- Katarzyna Zawistowska (scenografia)
- Katarzyna Krakowiak (nagroda publiczności)

### 2010
- Natalia Cyrzan (animacja kultury)
- Maciej Gański (muzyka)
- Szymon Wróblewski (animacja kultury)
- Michał Labuś (nagroda publiczności)

### 2009
- Małgorzata Walentynowicz (muzyka)
- Maciej Salamon (sztuki wizualne)
- Grzegorz Kwiatkowski (poezja)
- Adam Darski (nagroda publiczności)

### 2008
- Alina Ratkowska
- Anna Urbańczyk
- Abelard Giza
- Mariusz Waras
- Piotr Mikołajczyk

### 2007
- Agata Krawczyk (muzyka)
- Paweł Zagańczyk (muzyka)
- Stefan Wesołowski (muzyka)
- Barbara Sławińska (muzyka)
- Tamara Niekludow (muzyka)
- Dorota Walentynowicz (sztuki wizualne)

### 2006
- Mariusz Więcek (literatura)
- Magdalena Jędra, Anna Steller, Zbigniew Bieńkowski, Grzegorz Welizarowicz – grupa Goog Girl Killer (taniec)
- Anna Marczuk, Anita Wąsik (muzyka)
- Anna Waligórska, Agata Szabłowska, Bartosz Chylewski, Maciej Krause (sztuki piękne)

### 2005
- Piotr Czerski (literatura)
- Kirył Kieduk, Władysław Marhulets, Sławomir Wilk (muzyka)
- Piotr Boroń, Adam Kamiński, Marek Wrzesiński (sztuki piękne)
- Elena Karpuhina (taniec)

### 2004
- Marta Szadowiak (animacja)
- Barbara Piórkowska (literatura)
- Łukasz Lisowski (muzyka)
- Mateusz Pęk, Anna Nogalska, Mariusz Kołyszko (plastyka)
- Paweł Sasin (rzeźba)

### 2003
- Barbara Świąder (animacja kultury)
- Monika Patyczek (grafika, fotografia)
- Michał Piotrowski (literatura)
- Anna Reinert (malarstwo)
- Błażej Soliński, Aleksandra Mozgiel (muzyka)
- Marcin Plichta (rzeźba)
- Alicja Karska (rzeźba, fotografia)

### 2002
- Tomasz Dziemianczuk (animacja kultury)
- Tomasz Zerek (fotografia)
- Maja Siemińska (malarstwo)
- Agnieszka Tomaszewska (muzyka)
- Wojciech Mazolewski (muzyka improwizowana)
- Tadeusz Dąbrowski (poezja)
- Jowita Wallner (projektowanie graficzne)
- Szymon Wróblewski (teatr)

### 2001
- Julia Stetkiewicz, Anna Wandtke, Daria Żurawlowa (muzyka)
- Joanna Charchan (muzyka improwizowana)
- Adam Majewski (poezja)
- Joanna Górska, Jarosław Budny (projektowanie graficzne)
- Tomasz Radziewicz, Tomasz Sobisz (rzeźba)
- Tomasz Krzysica (wokalistyka)

### 2000
- Adam Górski (aktorstwo)
- Ilona Kordulska (fotografia)
- Paweł Horodecki, Piotr Lorens, Radosław Szczęch (nauka)
- Robert Kowalski, Jacek Wesołowski, Tatiana Szczepankiewicz, Olgierd Walicki (muzyka)
- Dorota Nieznalska (plastyka)